# Puente Minato
El puente de Minato (港大橋 Minato Ōhashi?) es un puente en celosía en ménsula de doble tablero erigido en el puerto de Osaka, Japón; el tablero superior soporta la línea Osakako Expressway Ruta 16, y el tablero inferior la Línea 5 Bayshore. Se inauguró en 1974 y el segundo tablero en 1991. Es el tercer puente en ménsula con el vano más largo del mundo, detrás del puente de Quebec (549 m) y del puente de Forth (521 m). Es un puente de tres tramos, con una luz central, medida entre soportes, de 510 m: el elemento central del tramo suspendido tiene 110 m de longitud, cuyas 4200 toneladas se levantaron en solo tres horas y media hasta la posición de montaje desde unas barcazas. Los vanos laterales tienen 235 m.
Los primeros diseños contemplaron elementos en arco y de suspensión y se descartaron debido a las malas condiciones del subsuelo, con capas alternas de arcilla y grava, ante los riegos de sismicidad y fuertes vientos. En cambio, los diseñadores seleccionaron una estructura en ménsula utilizando acero de alta resistencia, especialmente diseñado para la ocasión, para reducir el peso.

## Galería de imágenes

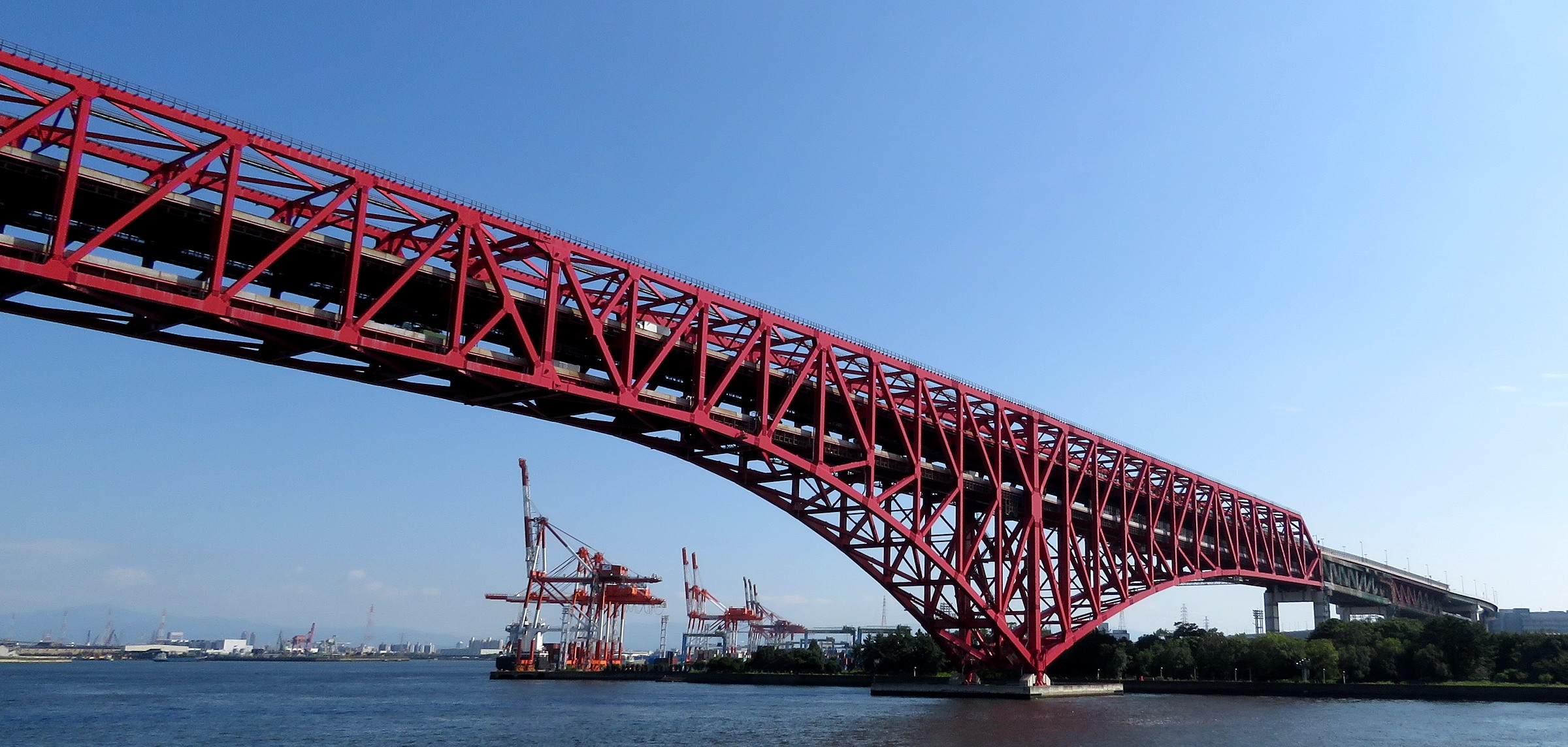
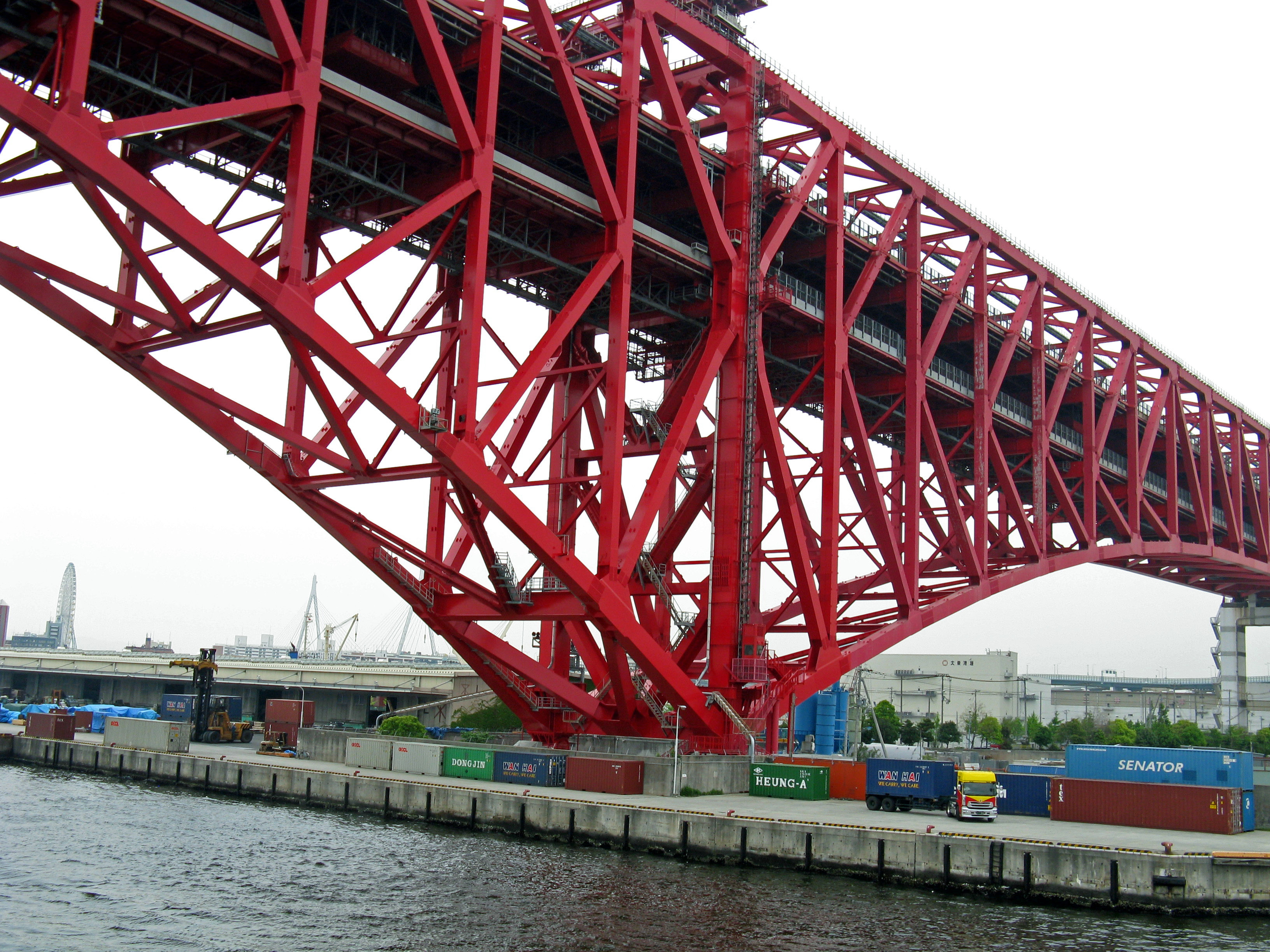
Vista cercana de un soporte
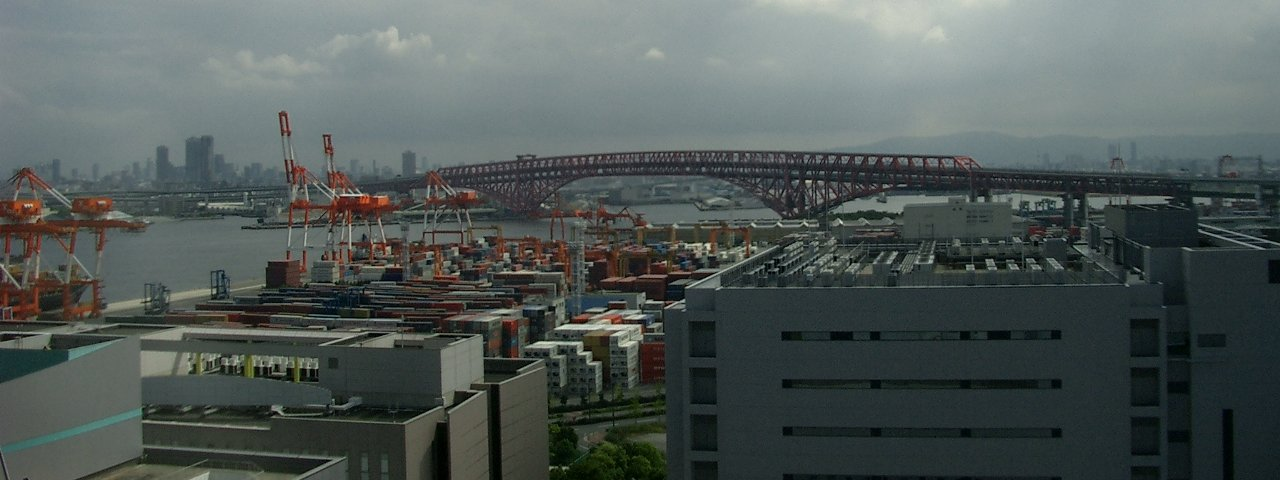